# BV De Graafschap in het seizoen 2015/16
Dit is een pagina met diverse statistieken van voetbalclub BV De Graafschap in seizoen 2015/16.
Na drie jaar afwezigheid speelde De Graafschap in het seizoen 2015/16 weer in de eredivisie en eindigde op de zeventiende plaats. Daarnaast speelde de ploeg van trainer-coach Jan Vreman mee in het toernooi om de KNVB Beker.
Na een spannende strijd met SC Cambuur om directe degradatie, eindigde De Graafschap als zeventiende in de reguliere competitie. Hiermee waren ze veroordeeld tot het spelen van de play-offs voor promotie/degradatie. De superboeren versloegen in de halve finale MVV Maastricht. In de finale kwam de ploeg van trainer Jan Vreman een oude bekende tegen, Go Ahead Eagles. Vorig jaar troffen beide ploegen elkaar ook al in de play-offs. Dit keer waren echter de Deventenaren te sterk, waardoor de club uit Doetinchem degradeerde na de Eerste divisie. Echter is er nog hoop voor De Graafschap, door het financiële wanbeleid van FC Twente is de club uit Enschede teruggezet naar de Eerste Divisie. Dit heeft tot gevolg dat De Graafschap de plek van de Enschedeërs overneemt en daarmee alsnog in de Eredivisie speelt. Echter is FC Twente in beroep gegaan tegen deze straf, waardoor het op dit moment onduidelijk is op welke niveau de Doetinchemmers volgend jaar uitkomen.

## Selectie en technische staf

### Selectie
| #  | Naam               | Positie      | Geb. datum | Contract tot   | Vorige club          |
| -- | ------------------ | ------------ | ---------- | -------------- | -------------------- |
| 1  | Hidde Jurjus       | Doelman      | 09-02-1994 | 2017           | Eigen jeugd          |
| 2  | Thijs Bouma        | Verdediger   | 02-04-1992 | 2016           | Almere City FC       |
| 3  | Robin Pröpper      | Verdediger   | 23-09-1993 | 2016           | Vitesse (jeugd)      |
| 4  | Ted van de Pavert  | Verdediger   | 06-01-1992 | 2016           | Eigen jeugd          |
| 5  | Jeroen Tesselaar   | Verdediger   | 16-01-1989 | 2016           | St. Mirren           |
| 6  | Lion Kaak          | Middenvelder | 26-06-1991 | 2016           | Achilles '29         |
| 7  | Alexander Bannink  | Middenvelder | 20-02-1990 | 2017           | FC Emmen             |
| 8  | Karim Tarfi        | Middenvelder | 05-07-1993 | 2016           | RSC Anderlecht       |
| 9  | Vincent Vermeij    | Aanvaller    | 09-08-1994 | 2016           | Ajax (jeugd)         |
| 10 | Dean Koolhof       | Aanvaller    | 15-12-1994 | 2017           | Eigen jeugd          |
| 11 | Erik Quekel        | Aanvaller    | 16-04-1987 | 2017           | FC Den Bosch         |
| 12 | Bart Straalman     | Verdediger   | 22-08-1996 | 2017           | Eigen jeugd          |
| 13 | Cas Peters         | Aanvaller    | 13-05-1993 | 2017           | CD Nacional          |
| 14 | Bryan Smeets       | Middenvelder | 22-11-1992 | 2017           | MVV                  |
| 15 | Andrew Driver      | Middenvelder | 20-11-1987 | 2016           | Aberdeen FC          |
| 16 | Jasper Heusinkveld | Doelman      | 24-12-1988 | 2017           | Go Ahead Eagles      |
| 17 | Nathan Kabasele    | Aanvaller    | 14-01-1994 | 2016 (gehuurd) | Anderlecht           |
| 18 | Tim Linthorst      | Verdediger   | 03-07-1994 | 2017           | Vitesse (jeugd)      |
| 19 | Nathaniel Will     | Verdediger   | 16-02-1989 | 2016           | N.E.C.               |
| 20 | Youssef El Jebli   | Middenvelder | 27-12-1992 | 2017           | FC Lienden           |
| 23 | Kristopher Vida    | Aanvaller    | 23-06-1995 | 2016           | FC Twente (jeugd)    |
| 24 | Jan Lammers        | Verdediger   | 10-05-1995 | 2017           | Eigen jeugd          |
| 25 | Tolgahan Çiçek     | Verdediger   | 19-06-1995 | 2017           | FC Groningen (jeugd) |
| 29 | Tom Menting        | Middenvelder | 29-11-1994 | 2016           | Eigen jeugd          |
| 33 | Shant Bedrosian    | Aanvaller    | 18-02-1995 | Niet bekend    | Eigen jeugd          |
| 41 | Eric Verstappen    | Doelman      | 19-05-1994 | 2017           | VVV-Venlo            |
| 42 | Mark Diemers       | Middenvelder | 11-10-1993 | 2016 (gehuurd) | FC Utrecht           |
| 43 | Piotr Parzyszek    | Aanvaller    | 08-09-1993 | 2016           | Charlton Athletic    |

### Technische staf
| Naam              | Functie            |
| ----------------- | ------------------ |
| Jan Vreman        | Hoofdtrainer       |
| Dennis te Braak   | Assistent-trainer  |
| Jan Oosterhuis    | Assistent-trainer  |
| Richard Roelofsen | Assistent-trainer  |
| Carlo Monasso     | Teammanager        |
| Sander Hollmann   | Verzorger          |
| Walter Reichert   | Clubarts           |
| Frank Renzenbrink | Fysiotherapeut     |
| Edwin Susebeek    | Keeperstrainer     |
| Jan Bartels       | Materiaalbeheerder |

## Transfers

### Aangetrokken
| Naam              | Vorige club       | Contract per | Contract tot   |
| ----------------- | ----------------- | ------------ | -------------- |
| Bryan Smeets      | MVV               | 01-07-2015   | 2017           |
| Youssef El Jebli  | FC Lienden        | 01-07-2015   | 2017           |
| Tim Linthorst     | Vitesse (jeugd)   | 01-07-2015   | 2017           |
| Erik Quekel       | FC Den Bosch      | 01-07-2015   | 2017           |
| Alexander Bannink | FC Emmen          | 01-07-2015   | 2017           |
| Thijs Bouma       | Almere City FC    | 01-07-2015   | 2016           |
| Eric Verstappen   | VVV-Venlo         | 16-07-2015   | 2017           |
| Andrew Driver     | Aberdeen FC       | 24-07-2015   | 2016           |
| Nathan Kabasele   | Anderlecht        | 30-07-2015   | 2016 (gehuurd) |
| Jeroen Tesselaar  | St. Mirren        | 14-08-2015   | 2016           |
| Cas Peters        | CD Nacional       | 26-08-2015   | 2017           |
| Mark Diemers      | FC Utrecht        | 03-01-2016   | 2016 (gehuurd) |
| Piotr Parzyszek   | Charlton Athletic | 11-02-2016   | 2016           |

### Vertrokken
| Naam                  | Naar             | Opmerking      |
| --------------------- | ---------------- | -------------- |
| Edwin Linssen         | Gestopt          | Einde contract |
| Jordy van de Kracht   | De Treffers      | Einde contract |
| Vlatko Lazić          | NAC              | Einde contract |
| Lars van Roon         | Achilles '29     |                |
| Jerry van Ewijk       | Go Ahead Eagles  | Einde contract |
| Jordan Garcia-Calvete | Onbekend         | Einde contract |
| Santy Hulst           | SVV Scheveningen | Einde contract |
| Soufian Echcharaf     | Onbekend         | Einde contract |
| Milan Massop          | FC Eindhoven     | Einde contract |
| Tim Janssen           | Fortuna Sittard  | Einde contract |
| Caner Cavlan          | sc Heerenveen    | Verkocht       |

## Wedstrijden

### Oefenwedstrijden
| Oefenduel 1 | VV VIOD                                          | 0 – 9 (0 – 2) Verslag                                 | De Graafschap | Opstelling De Graafschap: |
| za. 4 juli 2015 Aanvangstijd: 20:00 uur * Plaats: Doetinchem Sportpark Dichteren Toeschouwers: ±1.000                                      |                                                  | 0 – 1 0 – 2 0 – 3 0 – 4 0 – 5 0 – 6 0 – 7 0 – 8 0 – 9 | 35' Bryan Smeets 45' + 1 Mart de Jong 69' Jan Lammers 73' Jeroen Meurs 74' Mart de Jong 75' Aleksandar Janković 80' Jeroen Meurs 85' Aron de Koning 85' Bart Straalman | OPSTELLING EERSTE HELFT: Jurjus – Will, Pröpper, Van de Pavert, Bouma – Smeets (41' de Jong), Kaak, Koolhof, Angeli (op proef) – Vida, Quekel OPSTELLING TWEEDE HELFT: Heusinkveld – Straalman, Lammers, Linthorst, van der Wal – de Jong, de Koning, Menting, Janković – Versteeg, Meurs                                        |
| Bijz.: * Door de warmte is dit duel verschoven naar 20:00 uur en de aanvankelijke aanvangstijd was gepland om 18:00 uur.                   |                                                  |                                                       | | |
| Oefenduel 2 | DZSV                                             | 1 – 8 (0 – 2) Verslag                                 | De Graafschap | Opstelling De Graafschap: |
| do. 9 juli 2015 Aanvangstijd: 19:00 uur Plaats: Dinxperlo Sportpark 't Welink Toeschouwers: 1200                                           | 76' Jordi Bulten                                 | 0 – 1 0 – 2 0 – 3 0 – 4 0 – 5 0 – 6 1 – 6 1 – 7 1 – 8 | 31' Vincent Vermeij 42' Tim Linthorst 46' Tolgahan Çiçek 48' Dean Koolhof 56' Shant Bendrosian 73' Joost Rasing 79' Dean Koolhof 81' Dean Koolhof                      | OPSTELLING EERSTE HELFT: Finke – Will, Pröpper, Linthorst, Bouma – Vida, Kaak, Menting, Driver (op proef) – Quekel, Vermeij OPSTELLING TWEEDE HELFT: Rondeel – van den Berg, Lammers, Straalman, Çiçek – Klein Kranenberg, de Koning, El Jebli, Koolhof – Rasing, Bedrosian                                                      |
| |                                                  |                                                       | | |
| Oefenduel 3 | Preussen Munster                                 | 2 – 0 (0 – 0) Verslag                                 | De Graafschap | Opstelling De Graafschap: |
| za. 11 juli 2015 Aanvangstijd: 16:00 uur Plaats: Drensteinfurt Sportcomplex Im Erlfeld * Toeschouwers: -                                   | 49' (pen) Abdenour Amachaibou 86' Marcus Piossek | 1 – 0 2 – 0                                           | | OPSTELLING EERSTE HELFT: Heusinkveld – Bouma, Pröpper, van de Pavert, Will – Smeets, Kaak, Koolhof, Driver (op proef) – Vida, Quekel OPSTELLING TWEEDE HELFT: Heusinkveld – van den Berg, Lammers, Linthorst, Straalman – de Jong, de Koning, Menting, Janković – Vermeij, Meurs                                                 |
| Bijz.: * Wedstrijd zou oorspronkelijk op sportcomplex De Buitenham in Varsselder gespeeld worden, maar werd door de burgemeester verboden. |                                                  |                                                       | | |
| Oefenduel 4 | VV Ruurlo                                        | 1 – 6 (1 – 5) Verslag[dode link]                      | De Graafschap | Opstelling De Graafschap: |
| do. 16 juli 2015 Aanvangstijd: 19:00 uur Plaats: Ruurlo Sportpark 't Rikkelder Toeschouwers: 1.250                                         | 45' Niek te Veldhuis                             | 0 – 1 0 – 2 0 – 3 0 – 4 0 – 5 1 – 5 1 – 6             | 05' Marlon Versteeg 07' Bryan Smeets 13' Marlon Versteeg 14' Erik Quekel 30' El Jebli 62' Oguzhan Sahin                                                                | OPSTELLING EERSTE HELFT: Heusinkveld – Bouma, Lammers, van de Pavert, Will – Smeets, Kaak, El Jebli, Menting – Quekel, Versteeg OPSTELLING TWEEDE HELFT: Heusinkveld – van den Berg, Straalman, Linthorst, M. Pröpper – Klein Kranenberg, Raterink, Veldhuis, Bedrosian – Sahin, Rasing                                          |
| |                                                  |                                                       | | |
| Oefenduel 5 | SC Cambuur                                       | 2 – 3 (1 – 0) Verslag                                 | De Graafschap | Opstelling De Graafschap: |
| za. 18 juli 2015 Aanvangstijd: 17:00 uur Plaats: Kollum Sportpark Baensein Toeschouwers: 1.833                                             | 41' Sander van de Streek 46' Bartholomew Ogbeche | 1 – 0 2 – 0 2 – 1 2 – 2 2 – 3                         | 48' Erik Quekel 78' Shant Bedrosian 79' Aleksandar Janković | Jurjus – Bouma, Pröpper, Straalman, Will – Smeets, Kaak, Vida, Koolhof – Quekel, Vermeij WISSELS: 63' Bouma – van den Berg 63' Pröpper – Lammers 63' Straalman – Linthorst 63' Will – van der Wal 63' Smeets – de Jong 63' Kaak – de Koning 63' Vida – Menting 63' Koolhof – Janković 63' Quekel – Meurs 63' Vermeij – Bedrosian |
| |                                                  |                                                       | | |
| Oefenduel 6 | FC Winterswijk                                   | 0 – 5 (0 – 1) Verslag                                 | De Graafschap | Opstelling De Graafschap: |
| do. 23 juli 2015 Aanvangstijd: 19:00 uur Plaats: Winterswijk Sportpark Jaspers Toeschouwers: 2.000                                         | 78' (e.d.) Justin de Zwart                       | 0 – 1 0 – 2 0 – 3 0 – 4 0 – 5                         | 35' Tom Klein Kranenberg 72' Shant Bedrosian 76' Tom Klein Kranenberg 85' Shant Bedrosian                                                                              | OPSTELLING EERSTE HELFT: Verstappen – Will, Straalman, Pröpper, Bouma – Klein Kranenberg, Smeets, Vermeij, Driver – Quekel, Sahin OPSTELLING TWEEDE HELFT: Verstappen – van den Berg, Straalman (60'Linthorst), Raterink, van der Wal – Menting, de Jong, El Jebli, Bedrosian – Ben Kaddour, Klein Kranenberg                    |
| |                                                  |                                                       | | |
| Oefenduel 7 | FC Lienden                                       | 0 – 2 (0 – 0) Verslag                                 | De Graafschap | Opstelling De Graafschap: |
| zo. 26 juli 2015 Aanvangstijd: 14:00 uur Plaats: Lienden Sportpark de Abdijhof Toeschouwers: -                                             |                                                  | 0 – 1 0 – 2                                           | 72' Erik Quekel 86' Erik Quekel | Jurjus – Bouma, Lammers, Pröpper, Will – Smeets, Kaak, El Jebli, Koolhof – Vida, Quekel WISSELS: 61' El Jebli – Vermeij 73' Lammers – Straalman 74' Koolhof – Bedrosian 79' Kaak – de Koning |
| Bijz.: * Vanwege het slechte weer is deze wedstrijd verplaatst, oorspronkelijke speeldatum was op zaterdag 25 juli om 18:00 uur.           |                                                  |                                                       | | |
| Oefenduel 8 | VV Dieren                                        | 0 – 9 (0 – 2) Verslag                                 | De Graafschap | Opstelling De Graafschap: |
| do. 30 juli 2015 Aanvangstijd: 19:00 uur Plaats: Dieren Sportpark Het Nieuwland Toeschouwers: -                                            |                                                  | 0 – 1 0 – 2 0 – 3 0 – 4 0 – 5 0 – 6 0 – 7 0 – 8 0 – 9 | 35' Jan Lammers 37' Vincent Vermeij 45' Tom Menting 62' Aleksandar Janković 68' Mart de Jong 70' Tom Menting 81' Aron de Koning 86' Bart Straalman 89' Tom Menting     | Heusinkveld – van den Berg, Lammers, Straalman, Godeau (op proef) – de Jong, de Koning, Menting, Janković – Meurs, Vermeij WISSELS: 46' Godeau – van der Wal |
| |                                                  |                                                       | | |
| Oefenduel 9 | De Graafschap                                    | 1 – 1 (0 – 0) Verslag                                 | FC Emmen | Opstelling De Graafschap: |
| vr. 31 juli 2015 Aanvangstijd: 18:30 uur Plaats: Doetinchem Sportpark de Bezelhorst Toeschouwers: -                                        | 58' (e.d.) Johan Kulhan 88' Arjen Hagenauw       | 1 – 0 1 – 1                                           | | Jurjus – Bouma, Pröpper, Linthorst, Will – Smeets, Kaak, El Jebli, Vida – Quekel, Koolhof WISSELS: 55' Jurjus – Verstappen 65' El Jebli – Godeau (op proef) 74' Linthorst – Lammers |
| |                                                  |                                                       | | |

### Eredivisie
| 1e speelronde | sc Heerenveen | 3 – 1 (2 – 0) Verslag                                 | De Graafschap | Opstelling De Graafschap: |
| di. 11 augustus 2015 Aanvangstijd: 20:45 uur Plaats: Heerenveen Abe Lenstra Stadion Toeschouwers: 22.100 Scheidsrechter: van de Graaf    | Simon Thern 23' Mitchell te Vrede 36' Simon Thern 54'                                                               | 1 – 0 2 – 0 3 – 0 3 – 1                               | 82' Vincent Vermeij | Jurjus – Bouma, Pröpper, Linthorst, Will – Vida, Kaak, Koolhof, Smeets – Kabasele, Quekel WISSELS: 57' Kaak – Bannink 70' Kabasele – El Jebli 70' Quekel – Vermeij                          |
| | |                                                       | | |
| 2e speelronde | De Graafschap | 0 – 3 (0 – 0) Verslag                                 | PEC Zwolle | Opstelling De Graafschap: |
| za. 15 augustus 2015 Aanvangstijd: 18:30 uur Plaats: Doetinchem Stadion De Vijverberg Toeschouwers: 8.100 Scheidsrechter: Lindhout       | Robin Pröpper 49' Hidde Jurjus 81'                                                                                  | 0 – 1 0 – 2 0 – 3                                     | 50' Wouter Marinus 61' Bart van Hintum 66' Sheraldo Becker 91' Thomas Lam                                                                            | Jurjus – Bouma, Pröpper, Lammers, Will – Vida, Smeets, Bannink, Koolhof – Kabasele, Quekel WISSELS: 18' Koolhof – Vermeij 50' Will – Straalman 64' Quekel – El Jebli                        |
| | |                                                       | | |
| 3e speelronde | Roda JC Kerkrade | 1 – 0 (1 – 0) Verslag                                 | De Graafschap | Opstelling De Graafschap: |
| za. 22 augustus 2015 Aanvangstijd: 18:30 uur Plaats: Kerkrade Parkstad Limburg Stadion Toeschouwers: 13.130 Scheidsrechter: Nijhuis      | Rostyn Griffiths 33' Tom van Hyfte 37'                                                                              |                                                       | 67' Kristopher Vida | Jurjus – Straalman, Pröpper, Linthorst, Bouma – Vida, Smeets, Bannink, Tarfi, – Kabasele, Quekel WISSELS: 62' Quekel – Vermeij 66' Linthorst – Tesselaar 71' Bannink – El Jebli             |
| | |                                                       | | |
| 4e speelronde | SBV Excelsior | 3 – 0 (0 – 0) Verslag[dode link]                      | De Graafschap | Opstelling De Graafschap: |
| za. 29 augustus 2015 Aanvangstijd: 19:45 uur Plaats: Rotterdam Stadion Woudestein Toeschouwers: 3.400 Scheidsrechter: Kamphuis           | Sander Fischer 47' Brandley Kuwas 63' Daryl van Mieghem 85'                                                         | 1 – 0 2 – 0 3 – 0                                     | 29' Kristopher Vida 78' Tim Linthorst | Jurjus – Bouma, Pröpper, Linthorst, Tesselaar – Vida, Smeets, Bannink, Driver – Kabasele, Vermeij WISSELS: 37' Bouma – Will 67' Driver – Peters 72' Kabasele – El Jebli                     |
| | |                                                       | | |
| 5e speelronde | De Graafschap | 1 – 3 (1 – 1) Verslag                                 | AZ | Opstelling De Graafschap: |
| za. 12 september 2015 Aanvangstijd: 18:30 uur Plaats: Doetinchem Stadion De Vijverberg Toeschouwers: 8.564 Scheidsrechter: Higler        | Nathaniel Will 44' Robin Pröpper 56'                                                                                | 0 – 1 1 – 1 1 – 2 1 – 3                               | 13' Rajko Brežančić 63' Markus Henriksen 65' Markus Henriksen                                                                                        | Jurjus – Will, Pröpper, Linthorst, Tesselaar – Vida, Smeets, Bannink, Driver – Peters, Kabasele WISSELS: 11' Driver – Kaak 63' Linthorst – Lammers 66' Peters – Vermeij                     |
| | |                                                       | | |
| 6e speelronde | Vitesse | 3 – 0 (2 – 0) Verslag                                 | De Graafschap | Opstelling De Graafschap: |
| zo. 20 september 2015 Aanvangstijd: 16:45 uur Plaats: Arnhem GelreDome Toeschouwers: 15.139 Scheidsrechter: van den Kerkhof              | Goeram Kasjia 6' Valeri Qazaishvili 21' Milot Rashica 74'                                                           | 1 – 0 2 – 0 3 – 0                                     | 81' Robin Pröpper | Jurjus – Will, Pröpper, Linthorst, Tesselaar – Bannink, Smeets, El Jebli, Vida – Peters, Kabasele WISSELS: 73' El Jebli – Menting 73' Peters – Vermeij 88' Smeets – Kaak                    |
| | |                                                       | | |
| 7e speelronde | De Graafschap | 2 – 2 (0 – 2) Verslag                                 | Willem II | Opstelling De Graafschap: |
| zo. 27 september 2015 Aanvangstijd: 12:30 uur Plaats: Doetinchem Stadion De Vijverberg Toeschouwers: 9.183 Scheidsrechter: Janssen       | Alexander Bannink 35' Jan Lammers 64' Alexander Bannink 65' Cas Peters (pen.) 67' Vincent Vermeij 90'               | 0 – 1 0 – 2 1 – 2 2 – 2                               | 7' Funso Ojo 41' Erik Falkenburg 43' Erik Falkenburg                                                                                                 | Jurjus – Will, Lammers, van de Pavert, Tesselaar – Bannink, Smeets, El Jebli, Vida – Peters, Quekel WISSELS: 61' Vida – Vermeij 67' van de Pavert – Pröpper 74' Quekel – Menting            |
| | |                                                       | | |
| 8e speelronde | De Graafschap | 1 – 2 (1 – 0) Verslag                                 | Feyenoord | Opstelling De Graafschap: |
| zo. 4 oktober 2015 Aanvangstijd: 12:30 uur Plaats: Doetinchem Stadion De Vijverberg Toeschouwers: 12.143 Scheidsrechter: Makkelie        | Youssef El Jebli 29' Erik Quekel 79'                                                                                | 1 – 0 1 – 1 1 – 2                                     | 14' Sven van Beek (e.d.) 50' Michiel Kramer 69' Tonny Vilhena 71' Eljero Elia 74' Terence Kongolo                                                    | Jurjus – Straalman, Lammers, van de Pavert, Tesselaar – Will, Smeets, El Jebli, Vida – Quekel, Peters WISSELS: 67' Will – Pröpper 76' Vida – Vermeij 81' Smeets – Menting                   |
| | |                                                       | | |
| 9e speelronde | ADO Den Haag | 1 – 1 (1 – 1) Verslag                                 | De Graafschap | Opstelling De Graafschap: |
| zo. 18 oktober 2015 Aanvangstijd: 14:30 uur Plaats: Den Haag Kyocera Stadion Toeschouwers: 10.512 Scheidsrechter: Kuipers                | Édouard Duplan 29' Mike Havenaar 29' Mike Havenaar 42' Gianni Zuiverloon (e.d.) 45'                                 | 1 – 0 1 – 1                                           | 64' Bryan Smeets 73' Nathaniel Will 87' Tolgahan Çiçek                                                                                               | Jurjus – Will, Lammers, van de Pavert, Çiçek – Bannink, Smeets, El Jebli, Vida – Quekel, Peters WISSELS: 52' Lammers – Pröpper 62' El Jebli – Driver 69' Quekel – Kabasele                  |
| | |                                                       | | |
| 10e speelronde | De Graafschap | 0 – 1 (0 – 0) Verslag                                 | Heracles Almelo | Opstelling De Graafschap: |
| za. 24 oktober 2015 Aanvangstijd: 19:45 uur Plaats: Doetinchem Stadion De Vijverberg Toeschouwers: 10.361 Scheidsrechter: Kamphuis       | Erik Quekel 41' Tolgahan Çiçek 50' Bart Straalman 55' Nathaniel Will 62'                                            | 0 – 1                                                 | 19' Iliass Bel Hassani 54' Robin Gosens 83' Iliass Bel Hassani                                                                                       | Jurjus – Will, Straalman, van de Pavert, Çiçek – Bannink, Smeets, Pröpper, Driver – Quekel, Peters WISSELS: 60' Pröpper – El Jebli 65' Driver – Kabasele                                    |
| | |                                                       | | |
| 11e speelronde | De Graafschap | 3 – 6 (1 – 3) Verslag                                 | PSV | Opstelling De Graafschap: |
| za. 31 oktober 2015 Aanvangstijd: 20:45 uur Plaats: Doetinchem Stadion De Vijverberg Toeschouwers: 11.163 Scheidsrechter: Nijhuis        | Jeroen Tesselaar 10' Cas Peters 37 'Andrew Driver 45' Alexander Bannink 50' Nathan Kabasele 64'                     | 0 – 1 0 – 2 0 – 3 1 – 3 2 – 3 3 – 3 3 – 4 3 – 5 3 – 6 | 3' Davy Pröpper 20' Andres Guardado 31' Davy Pröpper 53' Luuk de Jong 54' Andres Guardado 67' Luuk de Jong 83' Luciano Narsingh 90+1' Gaston Pereiro | Jurjus – Will, Straalman, van de Pavert, Jeroen Tesselaar – Bannink, Smeets, Pröpper, Driver – Kabasele, Peters WISSELS: 70' Kabasele – Vermeij 73' Pröpper – El Jebli 79' Peters – Menting |
| | |                                                       | | |
| 12e speelronde | N.E.C. | 2 – 0 (1 – 0) Verslag                                 | De Graafschap | Opstelling De Graafschap: |
| za. 7 november 2015 Aanvangstijd: 19:45 uur Plaats: Nijmegen Goffertstadion Toeschouwers: 11.673 Scheidsrechter: Liesveld                | Christian Santos (pen.) 32' Christian Santos 81'                                                                    | 1 – 0 2 – 0                                           | 54' Nathaniel Will 57' Robin Pröpper | Jurjus – Will, Straalman, van de Pavert, Tesselaar – Bannink, Pröpper, Smeets, Driver – Peters, Kabasele WISSELS: 64' Kabasele – Vermeij 75' Smeets – El Jebli                              |
| | |                                                       | | |
| 13e speelronde | De Graafschap | 1 – 2 (0 – 1) Verslag                                 | FC Groningen | Opstelling De Graafschap: |
| za. 21 november 2015 Aanvangstijd: 20:45 uur Plaats: Doetinchem Stadion De Vijverberg Toeschouwers: 10.083 Scheidsrechter: de Graaf      | Andrew Driver 56' Nathan Kabasele (pen.) 78' Nathan Kabasele 84'                                                    | 0 – 1 0 – 2 1 – 2                                     | 43' Albert Rusnak 68' Michael de Leeuw 90+2' Sergio Padt                                                                                             | Jurjus – Will, Straalman, van de Pavert, Tesselaar – Bannink, Smeets, El Jebli, Driver – Kabasele, Peters WISSELS: 59' Peters – Vermeij 73' El Jebli – Vida 78' Driver – Menting            |
| | |                                                       | | |
| 14e speelronde | SC Cambuur | 2 – 3 (1 – 2) Verslag                                 | De Graafschap | Opstelling De Graafschap: |
| vr. 27 november 2015 Aanvangstijd: 20:00 uur Plaats: Leeuwarden Cambuurstadion Toeschouwers: 10.000 Scheidsrechter: Makkelie             | Sjoerd Overgoor 43' Sebastian Steblecki 59'                                                                         | 0 – 1 0 – 2 1 – 2 2 – 2 2 – 3                         | 7' Cas Peters 30' Bart Straalman 33' Jeroen Tesselaar 54' Nathaniel Will (e.d.) 55' Robin Pröpper 85' Robin Pröpper 88' Karim Tarfi                  | Jurjus – Will, Straalman, van de Pavert, Tesselaar – El Jebli, Smeets, Pröpper, Driver – Vermeij, Peters WISSELS: 52' El Jebli – Vida 79' Smeets – Tarfi 86' Driver – Kaak                  |
| | |                                                       | | |
| 15e speelronde | De Graafschap | 0 – 1 (0 – 1) Verslag                                 | FC Utrecht | Opstelling De Graafschap: |
| za. 5 december 2015 Aanvangstijd: 20:00 uur Plaats: Doetinchem Stadion De Vijverberg Toeschouwers: 10.175 Scheidsrechter: Mulder         | Jeroen Tesselaar 30' Nathan Kabasele 88'                                                                            | 0 – 1                                                 | 9' Chris Kum 34' Rico Strieder 65' Mark van der Maarel 66' Mark van der Maarel                                                                       | Jurjus – Will, Straalman, van de Pavert, Tesselaar – El Jebli, Smeets, Kaak, Driver – Vermeij, Peters WISSELS: 60' Smeets – Kabasele 72' Tesselaar – Tarfi 86' Kaak – Quekel                |
| | |                                                       | | |
| 16e speelronde | FC Twente | 2 – 1 (1 – 1) Verslag                                 | De Graafschap | Opstelling De Graafschap: |
| za. 12 december 2015 Aanvangstijd: 20:45 uur Plaats: Enschede Grolsch Veste Toeschouwers: 25.100 Scheidsrechter: Janssen                 | Nick Marsman 29' Joachim Andersen 34' Joachim Andersen 80' Hakim Ziyech 90+2'                                       | 0 – 1 1 – 1 2 – 1                                     | 13' Andrew Driver 26' Robin Pröpper 32' Cas Peters 77' Nathaniel Will                                                                                | Jurjus – Will, Straalman, van de Pavert, Tesselaar – Smeets, Pröpper, El Jebli, Driver – Kabasele, Peters WISSELS: 46' Pröpper – Tarfi 64' El Jebli – Vermeij 70' Driver – Vida             |
| | |                                                       | | |
| 17e speelronde | AFC Ajax | 2 – 1 (1 – 1) Verslag                                 | De Graafschap | Opstelling De Graafschap: |
| zo. 20 december 2015 Aanvangstijd: 20:45 uur Plaats: Amsterdam Amsterdam ArenA Toeschouwers: 50.882 Scheidsrechter: Liesveld             | Arek Milik 26' Riechedly Bazoer 70' Riechedly Bazoer 84'                                                            | 1 – 0 1 – 1 2 – 1                                     | 38' Kristopher Vida 47' Jeroen Tesselaar 49' Kristopher Vida                                                                                         | Jurjus – Straalman, Pröpper, van de Pavert, Tesselaar – Vida, Kaak, Tarfi, Driver – Vermeij, El Jebli WISSELS: 63' Tesselaar – Çiçek 69' El Jebli – Menting 81' Kaak – Kabasele             |
| | |                                                       | | |
| 18e speelronde | De Graafschap | 2 – 0 (0 – 0) Verslag                                 | SBV Excelsior | Opstelling De Graafschap: |
| za. 16 januari 2016 Aanvangstijd: 20:45 uur Plaats: Doetinchem Stadion De Vijverberg Toeschouwers: 10.253 Scheidsrechter: Higler         | Cas Peters 71' Vincent Vermeij 90+2'                                                                                | 1 – 0 2 – 0                                           | | Jurjus – Will, Pröpper, van de Pavert, Çiçek – Tarfi, Kaak, Smeets, Driver – Vermeij, Peters WISSELS: 67' Smeets – El Jebli 75' Peters – Vida                                               |
| | |                                                       | | |
| 19e speelronde | Heracles Almelo | 2 – 1 (1 – 0) Verslag                                 | De Graafschap | Opstelling De Graafschap: |
| za. 23 januari 2016 Aanvangstijd: 18:30 uur Plaats: Almelo Polman Stadion Toeschouwers: 10.451 Scheidsrechter: Mulder                    | Ramon Zomer 17' Brahim Darri 37' Mark-Jan Fledderus 72' Thomas Bruns 73'                                            | 1 – 0 2 – 0 2 – 1                                     | 61' Cas Peters 87' Andrew Driver 90' Robin Pröpper                                                                                                   | Jurjus – Straalman, Pröpper, van de Pavert, Çiçek – Tarfi, Kaak, Smeets, Driver – Vermeij, Peters WISSELS: 66' Smeets – El Jebli 70' Tarfi – Diemers 74' Peters – Kabasele                  |
| | |                                                       | | |
| 20e speelronde | De Graafschap | 2 – 1 (0 – 1) Verslag                                 | ADO Den Haag | Opstelling De Graafschap: |
| wo. 27 januari 2016 Aanvangstijd: 19:45 uur Plaats: Doetinchem Stadion De Vijverberg Toeschouwers: 9.763 Scheidsrechter: Van den Kerkhof | Vincent Vermeij 69' Kristopher Vida 74' Vincent Vermeij 77' Karim Tarfi 78' Andrew Driver 79' Cas Peters 90+1'      | 0 – 1 1 – 1 2 – 1 3 – 1                               | 10' Mike Havenaar 86' Danny Bakker | Jurjus – Straalman, Pröpper, van de Pavert, Çiçek – Tarfi, Diemers, Smeets, Vida – Vermeij, Peters WISSELS: 68' Çiçek – Driver 71' Diemers – Kaak 87' Smeets – El Jebli                     |
| | |                                                       | | |
| 21e speelronde | PSV | 4 – 2 (3 – 0) Verslag                                 | De Graafschap | Opstelling De Graafschap: |
| za. 30 januari 2016 Aanvangstijd: 19:45 uur Plaats: Eindhoven Philips Stadion Toeschouwers: 32.500 Scheidsrechter: Kuipers               | Luuk de Jong 17' Davy Pröpper 31' Luciano Narsingh 44' Gaston Pereiro 85'                                           | 1 – 0 2 – 0 3 – 0 3 – 1 3 – 2 4 – 2                   | 67' Ted van de Pavert 80' Bart Straalman 90+3' Andrew Driver                                                                                         | Jurjus – Straalman, Pröpper, van de Pavert, Çiçek – Vida, Kaak, Smeets, Driver – Vermeij, Peters WISSELS: 58' Peters – Kabasele 71' Kaak – Diemers 87' Smeets – El Jebli                    |
| | |                                                       | | |
| 22e speelronde | De Graafschap | 1 – 1 (1 – 0) Verslag                                 | N.E.C. | Opstelling De Graafschap: |
| zo. 7 februari 2016 Aanvangstijd: 14:30 uur Plaats: Doetinchem Stadion De Vijverberg Toeschouwers: 10.123 Scheidsrechter: Lindhout       | Andrew Driver 11' Karim Tarfi 46'                                                                                   | 1 – 0 1 – 1                                           | 69' Todd Kane 73' Christian Santos 78' Marcel Ritzmaier                                                                                              | Jurjus – Straalman, Pröpper, van de Pavert, Çiçek – Tarfi, Diemers, Smeets, Driver – Vermeij, Peters WISSELS: 65' Peters – Will 75' Smeets – Vida 80' Diemers – Kaak                        |
| | |                                                       | | |
| 23e speelronde | Willem II | 0 – 0 (0 – 0) Verslag                                 | De Graafschap | Opstelling De Graafschap: |
| za. 13 februari 2016 Aanvangstijd: 19:45 uur Plaats: Tilburg Koning Willem II-stadion Toeschouwers: 12.000 Scheidsrechter: Van Boekel    | |                                                       | 31' Lion Kaak 63' Tolgahan Çiçek | Jurjus – Straalman, Pröpper, van de Pavert, Çiçek – Will, Kaak, Smeets, Driver – Vermeij, Peters WISSELS: 68' Straalman – Koolhof 77' Peters – Kabasele 88' Çiçek – Tesselaar               |
| | |                                                       | | |
| 24e speelronde | De Graafschap | 2 – 2 (1 – 1) Verslag                                 | Vitesse | Opstelling De Graafschap: |
| zo. 21 februari 2016 Aanvangstijd: 12:30 uur Plaats: Doetinchem Stadion De Vijverberg Toeschouwers: 12.218 Scheidsrechter: Gözübüyük     | Tolgahan Çiçek 29' Vincent Vermeij 40' Vincent Vermeij 47' Lion Kaak 82'                                            | 0 – 1 1 – 1 2 – 1 2 – 2                               | 16' Marvelous Nakamba 60' Kosuke Ota 73' Sheran Yeini 83' Lewis Baker 90' Kosuke Ota                                                                 | Jurjus – Will, Pröpper, van de Pavert, Çiçek – El Jebli, Kaak, Smeets, Driver – Vermeij, Peters WISSELS: 74' Çiçek – Tesselaar 79' El Jebli – Koolhof 83' Vermeij – Parzyszek               |
| | |                                                       | | |
| 25e speelronde | De Graafschap | 0 – 1 (0 – 0) Verslag                                 | sc Heerenveen | Opstelling De Graafschap: |
| zo. 28 februari 2016 Aanvangstijd: 14:30 uur Plaats: Doetinchem Stadion De Vijverberg Toeschouwers: 12.314 Scheidsrechter: Blom          | Robin Pröpper 51' Karim Tarfi 71' Tolgahan Çiçek 74'                                                                | 0 – 1                                                 | 45' Erwin Mulder 66' Morten Thorsby 78' Joey van den Berg                                                                                            | Jurjus – Will, Pröpper, van de Pavert, Çiçek – Tarfi, Kaak, El Jebli, Driver – Vermeij, Peters WISSELS: 46' Driver – Vida 71' Peters – Kabasele 71' El Jebli – Parzyszek                    |
| | |                                                       | | |
| 26e speelronde | PEC Zwolle | 2 – 1 (2 – 0) Verslag                                 | De Graafschap | Opstelling De Graafschap: |
| za. 5 maart 2016 Aanvangstijd: 18:30 uur Plaats: Zwolle IJsseldeltastadion Toeschouwers: 12.250 Scheidsrechter: van de Graaf             | Stef Nijland 23' Stef Nijland 33'                                                                                   | 1 – 0 2 – 0 2 – 1                                     | 67' Nathan Kabasele | Jurjus – Will, Pröpper, van de Pavert, Tesselaar – Tarfi, Diemers, El Jebli, Smeets – Vermeij, Peters WISSELS: 46' Diemers – Kabasele 71' El Jebli – Koolhof 81' Vermeij – Parzyszek        |
| | |                                                       | | |
| 27e speelronde | De Graafschap | 3 – 0 (1 – 0) Verslag                                 | Roda JC Kerkrade | Opstelling De Graafschap: |
| vr. 11 maart 2016 Aanvangstijd: 20:00 uur Plaats: Doetinchem Stadion De Vijverberg Toeschouwers: 12.032 Scheidsrechter: Janssen          | Youssef El Jebli 33' Cas Peters 45+1' Robin Pröpper 50' Vincent Vermeij 71' Piotr Parzyszek 59'                     | 1 – 0 2 – 0 3 – 0                                     | 57' Arjan Swinkels 58' Uğur İnceman 67' Marcos Gullón                                                                                                | Jurjus – Will, Pröpper, van de Pavert, Tesselaar – Tarfi, Diemers, El Jebli, Driver – Vermeij, Peters WISSELS: 74' Driver – Koolhof 87' Peters – Vida 89' El Jebli – Parzyszek              |
| Bijz.: * Vanwege het om vallen van de boarding is de wedstrijd in de 34' minuut stilgelegd.                                              | |                                                       | | |
| 28e speelronde | Feyenoord | 3 – 1 (0 – 1) Verslag[dode link]                      | De Graafschap | Opstelling De Graafschap: |
| za. 19 maart 2016 Aanvangstijd: 19:45 uur Plaats: Rotterdam De Kuip Toeschouwers: 47.000 Scheidsrechter: Nijhuis                         | Michiel Kramer 55' Eljero Elia 76'                                                                                  | 0 – 1 1 – 1 2 – 1 3 – 1                               | 26' Robin Pröpper 82' Thijs Bouma (e.d.) | Jurjus – Straalman, Pröpper, van de Pavert, Tesselaar – Tarfi, Diemers, El Jebli, Driver – Vermeij, Peters WISSELS: 46' Straalman – Bouma 67' Driver – Kabasele 72' El Jebli – Koolhof      |
| | |                                                       | | |
| 29e speelronde | De Graafschap | 2 – 2 (1 – 1) Verslag                                 | SC Cambuur | Opstelling De Graafschap: |
| za. 2 april 2016 Aanvangstijd: 18:30 uur Plaats: Doetinchem Stadion De Vijverberg Toeschouwers: 12.600 Scheidsrechter: van Boekel        | Vincent Vermeij 23' Piotr Parzyszek 61' Ted van de Pavert 75'                                                       | 1 – 0 1 – 1 1 – 2 2 – 2                               | 28' Calvin Mac-Intosch 61' Kevin van Veen 71' Martijn Barto                                                                                          | Jurjus – Will, Pröpper, van de Pavert, Tesselaar – Tarfi, Diemers, El Jebli, Driver – Vermeij, Peters WISSELS: 61' Vermeij – Parzyszek 70' Diemers – Koolhof 81' El Jebli – Vida            |
| | |                                                       | | |
| 30e speelronde | FC Groningen | 3 – 1 (1 – 1) Verslag                                 | De Graafschap | Opstelling De Graafschap: |
| zo. 10 april 2016 Aanvangstijd: 14:30 uur Plaats: Groningen Euroborg Toeschouwers: 22.425 Scheidsrechter: Manschot                       | Rasmus Lindgren 36' Oussama Idrissi 80' Rasmus Lindgren 87'                                                         | 0 – 1 1 – 1 2 – 1 3 – 1                               | 9' Cas Peters 26' Robin Pröpper 77' Hidde Jurjus (e.d.) 83' Nathaniel Will                                                                           | Jurjus – Will, Pröpper, van de Pavert, Tesselaar – Tarfi, Diemers, El Jebli, Driver – Vermeij, Peters WISSELS: 61' Vermeij – Parzyszek 72' El Jebli – Koolhof 75' Peters – Kabasele         |
| | |                                                       | | |
| 31e speelronde | De Graafschap | 1 – 1 (0 – 1) Verslag                                 | FC Twente | Opstelling De Graafschap: |
| vr. 15 april 2016 Aanvangstijd: 20:00 uur Plaats: Doetinchem Stadion De Vijverberg Toeschouwers: 12.600 Scheidsrechter: Lindhout         | Ted van de Pavert 36' Cas Peters 43' Jeroen Tesselaar 57' Jeroen Tesselaar 60' Piotr Parzyszek 87' Bryan Smeets 88' | 0 – 1 1 – 1                                           | 32' Jerson Cabral 45+1' Oskar Zawada 77' Hakim Ziyech 87' Nick Marsman                                                                               | Jurjus – Will, Pröpper, van de Pavert, Tesselaar – Tarfi, Diemers, El Jebli, Driver – Vermeij, Peters WISSELS: 46' Tarfi – Smeets 60' El Jebli – Koolhof 71' Diemers – Parzyszek            |
| | |                                                       | | |
| 32e speelronde | FC Utrecht | 0 – 2 (0 – 1) Verslag                                 | De Graafschap | Opstelling De Graafschap: |
| wo. 20 april 2016 Aanvangstijd: 18:30 uur Plaats: Utrecht Stadion Galgenwaard Toeschouwers: 19.431 Scheidsrechter: Kamphuis              | Sebastien Haller 90+1'                                                                                              | 0 – 1 0 – 2                                           | 30' Ted van de Pavert 38' Vincent Vermeij 59' Vincent Vermeij                                                                                        | Jurjus – Will, Pröpper, van de Pavert, Çiçek – Smeets, Diemers, Koolhof, Driver – Vermeij, Peters WISSELS: 78' Peters – Parzyszek 88' Koolhof – El Jebli                                    |
| | |                                                       | | |
| 33e speelronde | AZ | 4 – 1 (3 – 1) Verslag                                 | De Graafschap | Opstelling De Graafschap: |
| zo. 1 mei 2016 Aanvangstijd: 14:30 uur Plaats: Alkmaar Alkmaarderhout Toeschouwers: 16.799 Scheidsrechter: Higler                        | Vincent Janssen (pen.) 14' Ridgeciano Haps 22' Alireza Jahanbakhsh 40' Joris van Overeem 75' Celso Ortíz 80'        | 0 – 1 1 – 1 2 – 1 3 – 1 4 – 1                         | 7' Mark Diemers 68' Tolgahan Çiçek 83' Robin Pröpper                                                                                                 | Jurjus – Will, Pröpper, van de Pavert, Çiçek – Smeets, Diemers, Koolhof, Driver – Vermeij, Peters WISSELS: 65' Peters – Parzyszek 70' Koolhof – El Jebli 70' Will – Straalman               |
| | |                                                       | | |
| 34e speelronde | De Graafschap | 1 – 1 (0 – 1) Verslag                                 | AFC Ajax | Opstelling De Graafschap: |
| zo. 8 mei 2016 Aanvangstijd: 14:30 uur Plaats: Doetinchem Stadion De Vijverberg Toeschouwers: 12.600 Scheidsrechter: Kuipers             | Bryan Smeets 55' Bart Straalman 77' Bryan Smeets 89'                                                                | 0 – 1 1 – 1                                           | 17' Amin Younes | Jurjus – Will, Straalman, van de Pavert, Çiçek – Smeets, Diemers, Koolhof, Driver – Vermeij, El Jebli WISSELS: 29' Koolhof – Tarfi 79' Çiçek – Bouma 90' Smeets – Vida                      |
| Bijz.: * Vanwege het gelijkspel tegen de Graafschap, verspeelde Ajax het kampioenschap.                                                  | |                                                       | | |

### Play-offs
| Halve finale uit | MVV Maastricht | 0 – 1 (0 – 0) Verslag         | De Graafschap                                                                  | Opstelling De Graafschap: |
| vr. 13 mei 2016 Aanvangstijd: 18:30 uur Plaats: Maastricht De Geusselt Toeschouwers: 7.733 Scheidsrechter: Makkelie          | Kjell Knops 65' | 0 – 1                         | 50' Ted van de Pavert 81' Bryan Smeets                                         | Jurjus – Will, Pröpper, van de Pavert, Çiçek – Tarfi, Diemers, Smeets, Driver – Vermeij, El Jebli WISSELS: 26' Driver – Peters 46' Vermeij – Kabasele 69' El Jebli – Vida       |
| | |                               |                                                                                | |
| Halve finale thuis | De Graafschap | 2 – 1 (1 – 1) Verslag         | MVV Maastricht                                                                 | Opstelling De Graafschap: |
| ma. 16 mei 2016 Aanvangstijd: 12:30 uur Plaats: Doetinchem Stadion De Vijverberg Toeschouwers: 11.306 Scheidsrechter: Mulder | Robin Pröpper 35' Kristopher Vida 37' Bryan Smeets 45' Cas Peters 57' Mark Diemers 66' Nathan Kabasele 89' Alexander Bannink 89' Karim Tarfi 90+2' | 0 – 1 1 – 1 2 – 1             | 21' Pieter Nys 30' Ricardo Ippel 39' Florian Loshaj 62' Stef Peeters           | Jurjus – Will, Pröpper, van de Pavert, Çiçek – El Jebli, Diemers, Smeets, Tarfi – Parzyszek, Peters WISSELS: 9' El Jebli – Vida 71' Peters – Kabasele 75' Parzyszek – Bannink   |
| | |                               |                                                                                | |
| Finale uit | Go Ahead Eagles | 4 – 1 (3 – 1) Verslag         | De Graafschap                                                                  | Opstelling De Graafschap: |
| do. 19 mei 2016 Aanvangstijd: 19:45 uur Plaats: Deventer De Adelaarshorst Toeschouwers: 9.689 Scheidsrechter: Nijhuis        | Randy Wolters 17' Sander Duits (pen.) 29' Kenny Teijsse 45+1' Randy Wolters 90+2'                                                                  | 1 – 0 2 – 0 2 – 1 3 – 1 4 – 1 | 22' Nathaniel Will 28' Ted van de Pavert 41' Alexander Bannink 53' Karim Tarfi | Jurjus – Will, Pröpper, van de Pavert, Çiçek – Smeets, Diemers, Bannink, Tarfi – Vermeij, Parzyszek WISSELS: 30' Parzyszek – Straalman 67' Bannink – Vida 71' Çiçek – Tesselaar |
| | |                               |                                                                                | |
| Finale thuis | De Graafschap | 1 – 1 (1 – 1) Verslag         | Go Ahead Eagles                                                                | Opstelling De Graafschap: |
| zo. 22 mei 2016 Aanvangstijd: 12:30 uur Plaats: Doetinchem Stadion De Vijverberg Toeschouwers: 12.381 Scheidsrechter: Blom   | Nathaniel Will 11' Mark Diemers 19' Piotr Parzyszek 28'                                                                                            | 1 – 0 1 – 1                   | 41' Leon de Kogel 62' Kenny Teijsse 86' Randy Wolters                          | Jurjus – Will, Pröpper, Straalman, Tesselaar – Smeets, Diemers, Koolhof, Driver – Vermeij, Parzyszek WISSELS: 59' Parzyszek – Kabasele 72' Koolhof – Peters                     |
| | |                               |                                                                                | |

Bijz.: * Door het verlies en gelijkspel tegen Go Ahead Eagles, is de Graafschap gedegradeerd naar de Eerste divisie.

## KNVB Beker

### Wedstrijden
| Ronde        | Datum      | Wedstrijd                | Uitslag |
| ------------ | ---------- | ------------------------ | ------- |
| Tweede ronde | 23.09.2015 | AFC Ajax – De Graafschap | 2–0     |